# Edward Said
Edward Wadie Said (født 1. november 1935, død 25. september 2003) var amerikansk professor i litteratur ved Columbia Universitet, og han var grundlægger af studieområdet postkolonialisme. Said var af palæstinensisk afstamning; hans far var soldat i den amerikanske hær, og Edward Said blev undervist på vestligt orienterede skoler i henholdsvis Cairo, Jerusalem og Alexandria, inden han kom til USA og blev uddannet på Princeton og Harvard University.

## Værker
- Joseph Conrad and the Fiction of Autobiography (1966)
- Beginnings: Intention and Method (1975)
- Orientalisme (1978).[3]
- The Question of Palestine (1979)
- Covering Islam: How the Media and the Experts Determine How We See the Rest of the World (1981)
- The World, the Text, and the Critic (1983)
- After the Last Sky: Palestinian Lives (1986)
- Nationalism, Colonialism, and Literature: Yeats and Decolonization (1988)
- Musical Elaborations (1991)
- Culture and Imperialism.[4](1994)
- The Politics of Dispossession: The Struggle for Palestinian Self-Determination, 1969-1994 (1994)
- Representations of the Intellectual: The 1993 Reith lectures (1994)
- Peace and Its Discontents: Essays on Palestine in the Middle East Peace Process (1995)
- Out of Place: A Memoir.[5](1999)
- Reflections on Exile and Other Essays.[6](2000)
- Parallels and Paradoxes: Explorations in Music and Society.[7](2002)
- Freud and the Non-European.[8](2003)
- Humanism and Democratic Criticism.[9](2004)
- Paradoxical Citizenship: Edward Said.[10](2006)
- Music at the Limits (2007)